# Majjat
Majjat  (in arabo مجاط‎?) è un centro abitato e comune rurale del Marocco situato nella provincia di Chichaoua, regione di Marrakech-Safi. Conta una popolazione di 13 258 abitanti (censimento 2014).